# Скупи
Скупи (на гръцки: Σκούποι, на латински: Scupi; Colonia Flavia Scupinorum, на македонска литературна норма: Скупи) е древен град и археологически обект от римско и късноантично време, край град Скопие, столицата на Северна Македония.

## География
Намира се на 4,5 km северозападно от Скопие, в непосредствена близост до село Злокукяни, вляво от вливането на река Лепенец в река Вардар в южното подножие на Зайчев рид.

## Разкопки
В 1883 година английският изследовател Артър Еванс посещава Скопие и отбелязва римските укрепления на Зайчев рид, които обяснява като останките от акропола на античния Скупи.
Археологическите разкопки на местността Скупи започват случайно преди Втората световна война. Музеят на град Скопие, като собственик на обекта, започва систематични археологически проучвания в 1966 година, които с малки прекъсвания се изпълняват непрекъснато и към началото на XXI век.

## История
Югозападните склонове на Зайчев рид са допълнително оградени от теченията на реките Вардар и Лепенец. Използвайки реките като източник на вода и защита, първите жилища и селища на това място се развиват още през бронзовата и желязната епоха.
С придвижването на Римската република към Централните Балкани през I в. пр. н. е. тук е основано и първото градско организирано селище, открито някога на територията на Скопската долина. Предполага се, че Скупи започва със създаването на римски военен лагер (castrum) и образуването на провинция Мизия в 15 година. В края на военните кампании, още през I век, инфраструктурата на лагера е използвана от цивилното население като основа за формирането на новия римски град. По времето на Флавиите, вероятно при управлението на Домициан през 84/5 година получава ранг на самоуправляваща се колония (Colonia Flavia Scupinorum) с население от ветерани, главно от VII Клавдиев легион.
Географските особености на местоположението на кръстовището на двата главни напречни балкански пътя, единият, който свързва Дунав през Моравско-Вадарската долина с Егейско море от север на юг, а другият, който свързва Адриатика с Черно море от запад на изток, правят Скупи благоприятно място за укрепване и комуникация с римските градове наоколо. В резултат Скупи се развива в голям провинциален град, който бързо се превръща в регионален икономически, религиозен, културен и административен център. Със своите 43 ha Скупи е 2 пъти по-голям от Стоби, пет пъти по-голям от Хераклея Линкестис край Битоля и девет пъти по-голям от Баргала край Щип. Развива се като важен административен, икономически, културен и транзитен център на провинция Горна Мизия.
Градът се споменава от Клавдий Птолемей (География, III, 9, 4) през Ⅱ век. По времето на Марк Аврелий, през 170/1 година градът е опостушен от костобоките. В 268/69 година е опустошен от готите и херулите. В 124/5 в Скупи отсяда император Адриан, в 202 година Септимий Север и синът му Каракала, а в 244 година Филип I Араб . В края на III век, по време на управлението на Диоклециан, Скупи става седалище на новосъздадената провинция Дардания и през IV век отново преживява голям икономически и съответно градски растеж, като се превръща в мощен и богат регионален център. На Пойтингеровата карта от IV век той е представен с винетка на главен провинциален град. Император Теодосий I при престоите си в Скупи в 379 година и 388 година издава два указа. В „Синекдем“ на Хиерокъл (VI век), Скупи е определен като главен град на провинция Дардания. През IV век става епископия (митрополия). Известни са епископите Парегорий, участвал в Сердикийския събор (343), Урсилий (458) и Йоан (494).
След поредицата от възстановявания на града, окончателното му разрушение е причинено от катастрофално земетресение през 518 година, споменато в хрониката на Марцелин Комес. Градът е възстановен, но градският живот замира към края на века, по времето на Маврикий Тиберий, за което свиколективно съкровище от монети от 582/3 година. Населението напълно напуска града и върху руините се развиват серия от по-малки селища. Основното градско селище в района на Скопие се мести на мястото на Скопското кале.

## Описание
Скупи има класическата схема на римски град, който се състои от две главни улици, разположени под прав ъгъл. С ориентация ЮЗ/СИ е оста кардо максимус, а перпендикулярно на нея с ориентация СЗ/ЮИ е оста декуманус максимус. Чрез поставяне на успоредни улици на главните се получава мрежа от правоъгълни градски блокове (острови). Входовете на града са на големите улици, а градският площад (форум) обикновено е бил позициониран в тяхното пресичане.
Скупи е бил укрепен с отбранителни стени, които са ограждали неправилен четириъгълник с площ от 43 ha. Стените са изградени от ломен камък и мазилка, като в югоизточния ъгъл на Скупи е констатирана широчина от 3,2 m.
Извън стените има гробища (некрополи) от различни периоди. Намерените в тях предмети - монети, надгробни стели и други, са най-важните археологически източници за разкриване на историята на града.
В рамките на стените градската структура се развивала през период от пет века. През най-богатия си период Скупи има градски и жилищни характеристики, които са наистина модерни за Късната античност. Уличната мрежа се състои от широки павирани алеи с тротоари и портици отстрани. Под каменните плочи е изградена сложна канализационна и водопроводна мрежа, която контролира оттока на водата по стръмния терен. Жилищните сгради са луксозно оборудвани с подове с плочи, самостоятелни бани, подово отопление, мозайки и стенописи. В централната част на града има останки от обществени обекти като театър, големи и малки бани, гражданска базилика, две раннохристиянски църковни базилики, които показват социалния живот на римския град.
Най-голямата запазена досега част от градоустройствената структура на римския град е централната част, където се намират поредица от сгради по протежение на двете главни улици. Извън градските стени са проучени около 1000 гроба (I - IV век) от югоизточния и северозападния некропол, открити са части от античния мост на Вардар, частна вила и християнска базилика в Бардовци.